# Slaget ved South Mountain
Slaget ved South Mountain (i sydstaterne kaldet Slaget ved Boonsboro Gap) blev udkæmpet den 14. september 1862 som led i Marylandkampagnen i den amerikanske borgerkrig. Tre regulære slag blev udkæmpet om besiddelsen af tre bjergpas på South Mountain: Crampton's, Turner's og Fox's pas. Generalmajor George B. McClellan, som havde kommandoen over Unionshæren Army of the Potomac, havde behov for at passere disse pas i sin forfølgelse af Konføderationens general Robert E. Lee's Army of Northern Virginia.
Selv om de var kraftigt i undertal, forsinkede Lees hær McClellans fremrykning en dag, inden den trak sig tilbage.

## Baggrund
South Mountain er betegnelsen på fortsættelsen af Blue Ridge Mountains i Maryland. Det er en naturskabt forhindring, som adskiller Shenandoah og Cumberland dalen fra den østlige del af Maryland.
Efter at Lee havde invaderet Maryland, faldt en kopi af en ordre (ordre nr. 191), hvori han i detaljer angav planlagte troppebevægelser, i hænderne på McClellan. Fra dette vidste McClellan, at Lee havde delt sine styrker, og unionsgeneralen håbede på at kunne angribe og besejre nogle af disse isolerede styrker, inden de kunne nå at samles imod ham. For at nå Lee måtte McClellan rykke over South Mountain. Lee hørte om, at McClellan havde opsnappet ordre nr. 191 og sendte hurtigt styrker af sted for at forstærke passene og blokere hans fremrykning.
McClellan delte midlertidigt sin hær i tre fløje som forberedelse af angrebene på de tre pas. Generalmajor Ambrose Burnside førte Right Wing, bestående af I Korps (generalmajor Joseph Hooker) og IX Korps (generalmajor Jesse L. Reno). Right Wing blev sendt til Turner's Gap og Fox's Gap mod nord. Left Wing under kommando af generalmajor William B. Franklin bestod af hans eget VI Korps, og generalmajor Darius N. Couch's division fra IV Korps blev sendt til Crampton's Gap mod syd. Center Wing (II Korps og XII Korps) under generalmajor Edwin V. Sumner blev holdt i reserve.

## Slagene

### Crampton's Gap
På det sydligste punkt i slaget nær Burkittsville forsvarede konfødereret kavaleri og en lille del af generalmajor Lafayette McLawss division Brownsville Pass og Crampton's Gap. McLaws var ikke klar over, at der var 12.000 mand i anmarch og havde kun 500 mand under oberst William A. Parham tyndt spredt bag en 1,2 km lang stenmur på den østlige bund af Crampton's Gap. Franklin brugte tre timer på at opstille sine styrker. En konfødereret skrev senere om en "løve, som udførte meget omhyggelige forberedelser, inden den sprang på en pjusket, lille mus." Franklin opstillede generalmajor Henry W. Slocum på højre side og generalmajor William Farrar Smith på den venstre. De tog passet og 400 fanger, fortrinsvis mænd som ankom som sene forstærkninger fra brigadegeneral Howell Cobbs brigade.

### Turner's Gap
Sydstaternes generalmajor D.H. Hill fordelte 5.000 mand over mere end 3 km og forsvarede både Turner's Gap og Fox's Gap. Burnside sendte Hookers I Korps til højre og Turner's Gap. Unionens Ironbrigade angreb oberst Alfred H. Colquitt's lille brigade langs National Road og drev den tilbage op i bjergene, men den opgav dog ikke passet.
Hooker placerede tre divisioner overfor to bjergtoppe 1½ km nord for passet. Alabama brigaden under brigadegeneral Robert E. Rodes blev tvunget til at trække sig tilbage på grund af sin isolerede position, selv om der ankom forstærkninger fra brigadegeneral David R. Joness division og brigadegeneral Nathan G. Evanss brigade. Mørke og vanskeligt terræn forhindrede, at Lees linje brød helt sammen. Da natten faldt på, holdt sydstatshæren stadig passet.

### Fox's Gap
Ligesom mod syd var det andre elementer af Hills division. som forsvarede Fox's Gap mod Reno's IX Korps. Et angreb kl. 9 fra unionens brigadegeneral Jacob D. Cox's Kanawha Division sikrede en stor del af landet syd for passet. Under denne manøvre førte oberstløjtnant Rutherford B. Hayes fra 23rd Ohio et angreb og blev alvorligt såret. Cox pressede igennem North Carolinerne, som lå bag en stenmur ved toppen af passet, men kunne ikke udnytte gennembruddet, da hans mænd var udmattede, hvilket gav mulighed for at konfødererede forstærkninger kunne formere sig omkring Daniel Wises farm. Reno sendte resten af sit korps frem. men som følge af at der kom forstærkninger i tide under brigadegeneral John Bell Hood, lykkedes det dem ikke at fjerne forsvarerne. Unionens generalmajor Jesse Reno og sydstaternes brigadegeneral Samuel Garland, Jr., blev dræbt ved Fox's Gap. Unionssoldater smed 60 konfødererede lig i Farmer Wise's brønd og betalte ham $60 i kompensation.

## Efterspil
I skumringen, hvor Cramptons Gap var tabt og positionerne i Fox's og Turner's Gaps var prekære, beordrede Lee sine styrker til at trække sig tilbage fra South Mountain. McClellan var nu i en position, hvor han kunne ødelægge Lees hær, før den kunne samles. Unionens tab af 28.000 i kamp var 2.325 (443 dræbte, 1.807 sårede, og 75 savnede). De konfødererede mistede 2.685 (325 dræbte, 1.560 sårede og 800 savnede) ud af 18,000. Slaget ved South Mountain var en vigtig støtte til moralen i den nederlagsramte Army of the Potomac. New York World skrev, at slaget "vendte tidevandet med sejre til oprørerne" og "rebellernes styrke er håbløst brudt." Lee overvejede at afslutte sin Maryland kampagne. McClellans begrænsede aktivitet efter sejren ved South Mountain betød, at garnisonen i Harpers Ferry blev taget til fange og gav Lee tid til at forene sine spredte divisioner ved Sharpsburg til slaget ved Antietam den 17. september.